# Sint-Sebastiaankerk (Mannheim)
De Sint-Sebastiaankerk (Duits: Kirche St. Sebastian) is de oudste katholieke kerk van Mannheim (Baden-Württemberg). De kerk werd vroeger als hofkerk gebruikt van de keurvorsten en gerenommeerde kunstenaars als Alessandro Galli da Bibiena, Pieter Antoon Verschaffelt en Paul Egell werkten destijds mee aan het interieur. Veranderingen in de 19e eeuw en beschadigingen in de Tweede Wereldoorlog deden echter afbreuk aan dit oorspronkelijk zo rijke interieur. Samen met het Oude Raadhuis vormt de kerk een barok-architectonisch geheel uit de 18e eeuw, dat tevens het oudste bewaard gebleven bouwwerk van de stad is.

## Geschiedenis

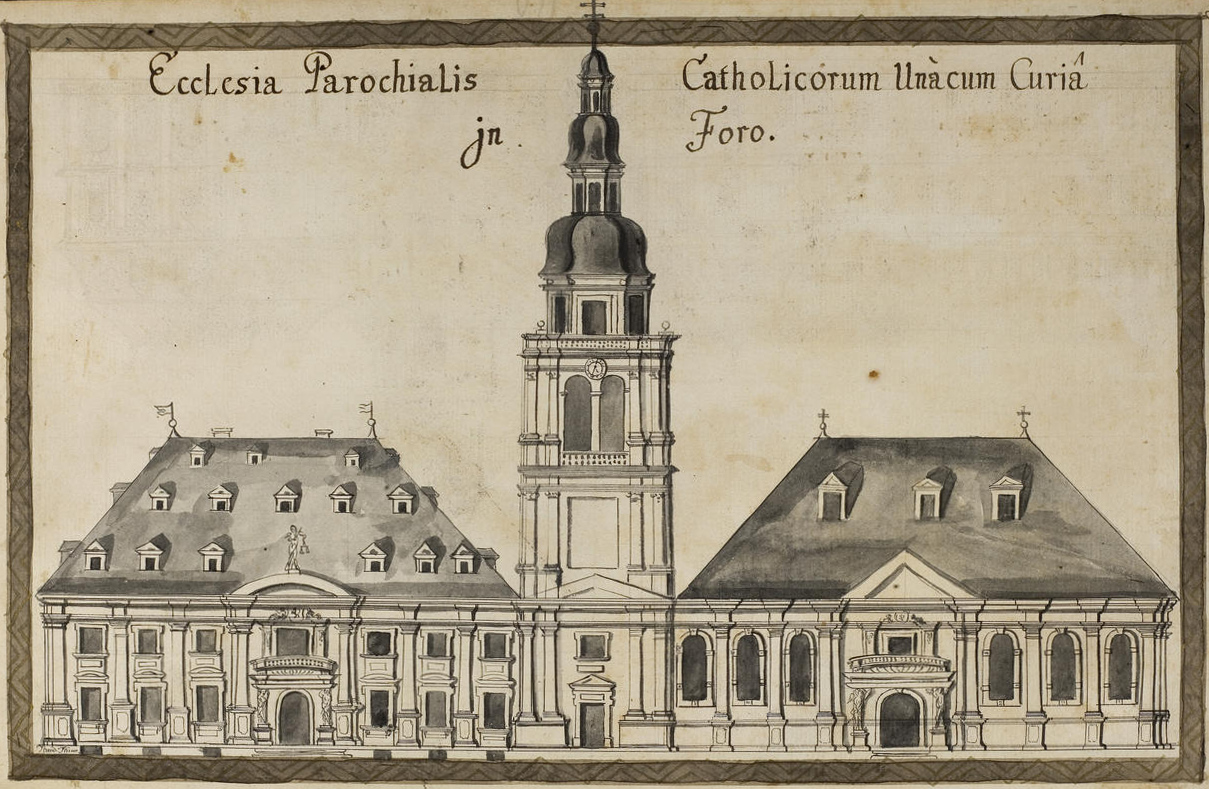
Raadhuis en kerk in de 18e eeuw (Thesaurus Palatinus: Heidelberg und Mannheim Band I, Heidelberg, 1747-1752)

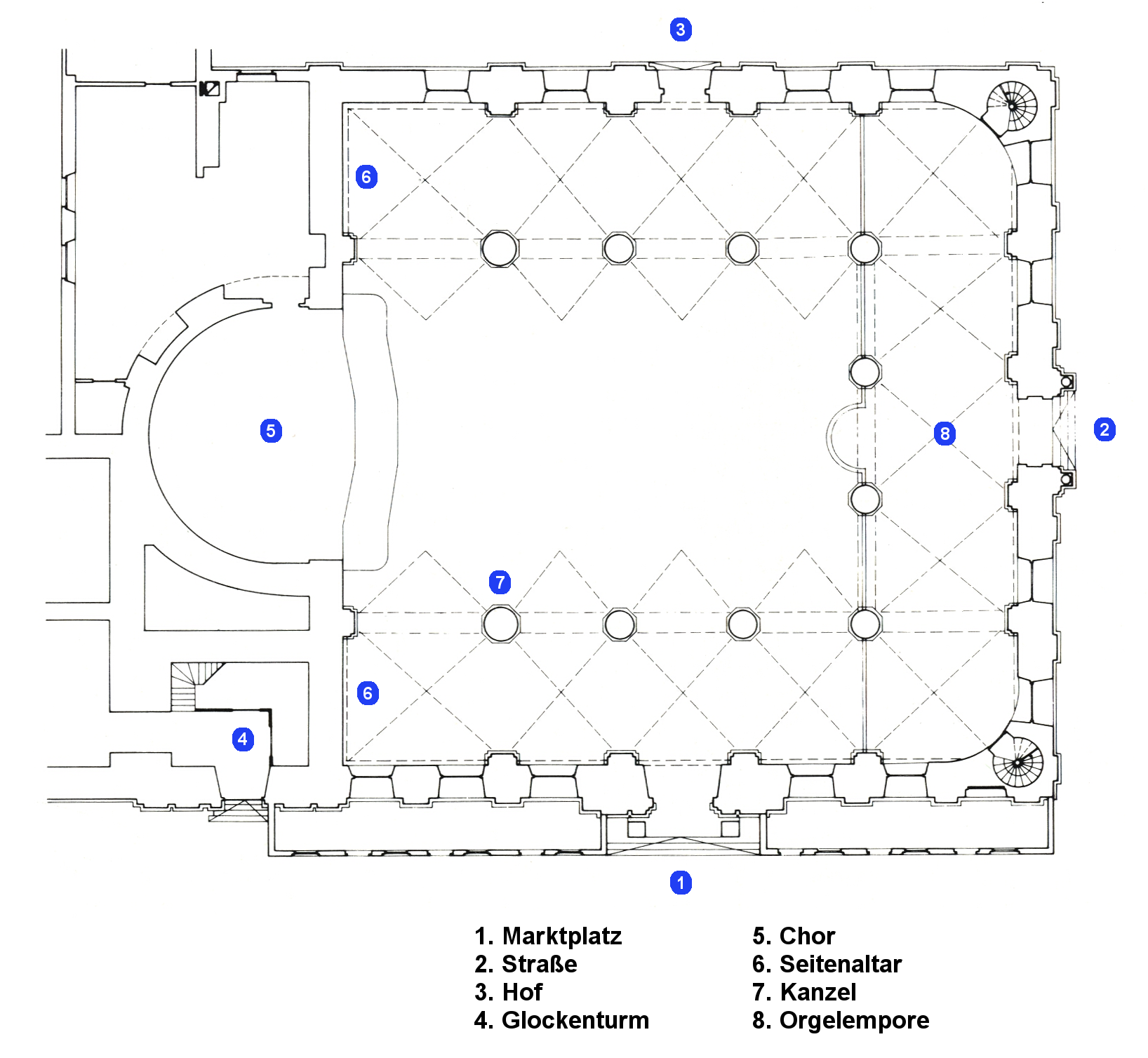
Plattegrond

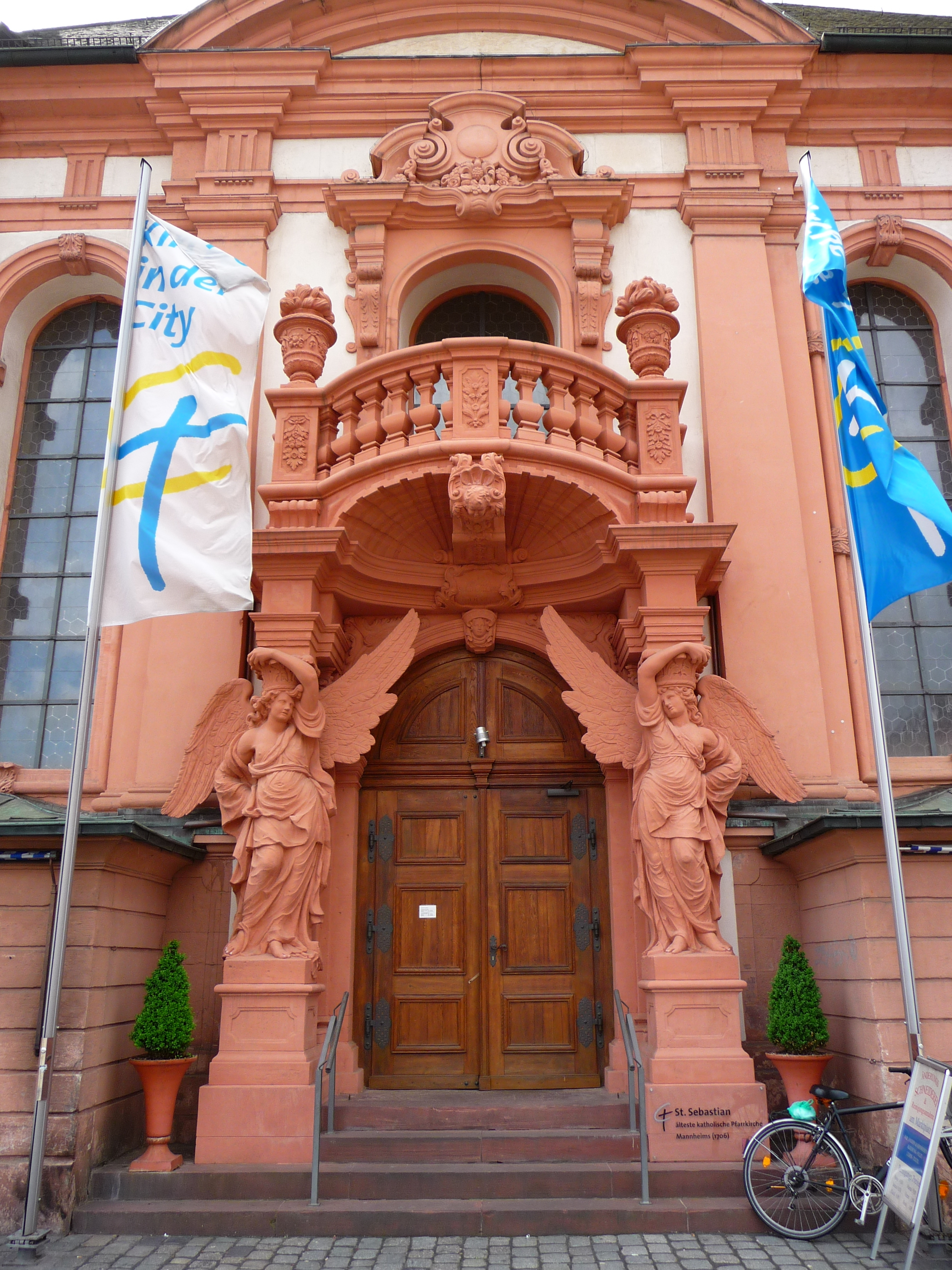
Engelen die het kerkportaal flankeren

Met het aantreden van de katholieke keurvorst Filips Willem van de Palts in 1685 in het overwegend protestantse Keur-Palts werd het de katholieken toegestaan de kerkgebouwen met de lutheranen en de calvinisten te delen. Zestien jaar later werd er in 1701 in de nog in ontwikkeling zijnde stad Mannheim voor het eerst een katholieke parochie gesticht. Intussen was men één jaar eerder van start gegaan met de bouw van een raadhuis aan het Marktplein (Marktplatz). Aan de westelijke vleugel plande de gemeente aanvankelijk een waag, maar de katholieken stelden voor om op deze plaats de katholieke hoofdkerk te bouwen.
Keurvorst Johan Willem gaf in 1706 zijn goedkeuring aan het gewijzigde project en op 25 november volgde de eerstesteenlegging. Naar de tekeningen van de bouwmeester Johann Jakob Rischer (1662–1755) werd de nieuwbouw onder leiding van de bouwingenieuren William Cour en Johann W. Nottum uitgevoerd. In afwijking van het oorspronkelijke bouwplan gaf de keurvorst zelf opdracht tot het verhogen van alle bouwdelen, het inbrengen van rondboogvensters en het niet uitvoeren van een koepel over de kerk. In plaats daarvan kreeg de kerk net als het raadhuis een hoog schilddak. Op 12 december werd de kerk ingewijd en mogelijk op 1 mei 1710 door de bisschop geconsecreerd. Er werd toen gekozen voor het patrocinium van de heilige Sebastiaan. Tot 1723 bleef men aan met name de gevelversiering en het interieur verder werken.
In 1720 verlegde keurvorst Karel III Filips de Keur-Paltser residentie van Heidelberg naar Mannheim. Tot de latere bouw van de Slotkerk in 1731 nam de keurvorst de Sint-Sebastiaankerk als hofkerk in gebruik. Ook later, na de inwijding van de Slotkerk, bleef de keurvorst elk jaar op 20 januari, de feestdag van de heilige Sebastiaan, de heilige mis in de kerk bijwonen. Voor het groeiende aantal katholieken werd het kerkgebouw aan het Marktplein echter al snel te klein. Reeds in 1744 stelde men de noodzakelijke oprichting van een tweede parochie vast, maar vanwege geldgebrek werd dat uitgesteld. In 1804 werd de parochie verplaatst naar de Jezuïetenkerk, omdat die groter was en zich in een betere staat bevond. De Sebastiaankerk werd eerst in december 1824 weer een zelfstandige parochiekerk.
Tegen het einde van de 19e eeuw groeide de bevolking van Mannheim explosief en werden er meer parochies gesticht en dienovereenkomstig ook meer kerken gebouwd. Het interieur van de Sebastiaankerk onderging in deze tijd ingrijpende veranderingen. Zo werd het pronkvolle hoogaltaar van Paul Egell in 1875 om niet te achterhalen redenen vervangen en aan een museum in Berlijn verkocht. Het antependium werd in 1934 verwijderd en als bruikleen eveneens naar Berlijn overgebracht. Na de verwoestingen in de Tweede Wereldoorlog worden de nog bewaarde resten van dit hoogaltaar, het altaarhek en de vier beelden, tegenwoordig in het Bode-Museum tentoongesteld.
Tijdens de Tweede Wereldoorlog werd 75% van de gebouwen van Mannheim verwoest. De kerk daarentegen onderging in vergelijking met de omgeving relatief weinig beschadigingen. Nadat een luchtaanval in april 1943 de gevel aan het Marktplein, het dak en delen van het interieur (waaronder het hoogaltaar) vernielde, richtte men onder de orgelgalerij een noodkerk in. Het provisorisch herstelde kerkgebouw kon tegen het einde van 1945 weer in gebruik worden genomen. Tussen 1952 en 1954 volgde een grondiger renovatie en werd de verloren gegane inrichting deels vervangen. Het nieuwe hoogaltaar werd op 28 maart 1954 ingewijd. Meerdere renovaties volgden in 1973, 1999 en 2012.

## Beschrijving
Samen met het Oude Raadhuis beheerst de kerk de zuidelijke rand van het Marktplein. Tot de Tweede Wereldoorlog omzoomden gebouwen in de stijl van de barok, het classicisme en het historisme het plein. Vrijwel alle bebouwing aan het plein werd in de oorlog vernietigd en later door gebouwen met een woon- en winkelbestemming in de functionele naoorlogse stijl vervangen. De barokke dubbelbouw van raadhuis en kerk bleven echter staan en vormen zo met de in 1767 onthulde bron op het Marktplein een contrast met de naoorlogse bebouwing.
In het midden van het raadhuis en de kerk staat de klokkentoren. De verbinding tussen de wereldse macht met de religie wordt door het inschrift Iustitiae et Pietati (gerechtigheid en toewijding) in grote gouden letters over de gevels van alle drie de bouwdelen benadrukt. Beide gevels worden bekroond met de corresponderende beelden van deugden in de figuren van vrouwen (gerechtigheid en geloof). De symmetrie van het complex wordt verder versterkt door de portalen. Het portaal van het raadhuis is versierd met atlanten en dat van de kerk met engelen. Het balkon boven het kerkportaal is slechts voor de sier en kan niet worden betreden.

## Interieur

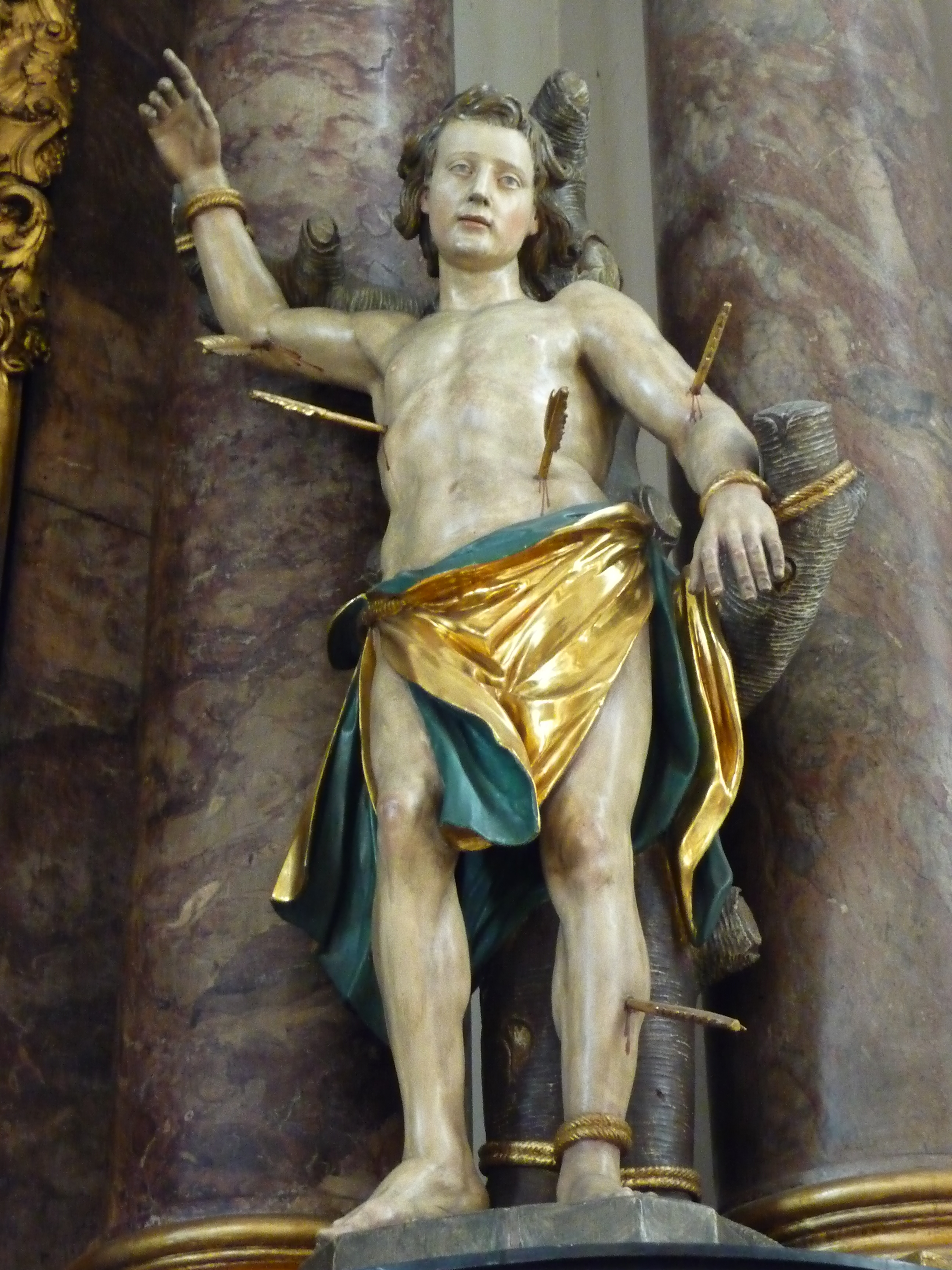
Beeld van de patroonheilige aan het rechter zijaltaar

Het hoogaltaar betreft een houten voorstelling van de kroning van Maria en werd in 1954 door Karl Baur (1881–1968) gemaakt. De houten beelden van Johannes, Paulus, Petrus en Sebastiaan in het koor werden in 1956 door dezelfde kunstenaar gemaakt.
De zijaltaren in de kerk stammen nog uit de 18e eeuw. Het linker, aan de heilige Theodorus gewijde, altaar stamt van Pieter Antoon Verschaffelt en de bouw ervan werd mogelijk gemaakt door keurvorst Karel Theodoor, die in 1778 tijdens zijn verblijf in Rome relieken van zijn patroonheilige wist te verwerven. Op het altaar staat van dezelfde kunstenaar een indrukwekkende Madonna met Kind in de stijl van het classicisme. Als voorbeeld diende Michelangelo's Madonna in Onze-Lieve-Vrouwekerk te Brugge. Het rechter zijaltaar is net als het linker zijaltaar van rood marmer gebouwd en heeft als centraal thema een olieverfschilderij met een voorstelling van het Avondmaal. Daarnaast bevinden zich de beelden van Sebastiaan en Johannes Nepomucenus.
De kansel werd door het grafelijke echtpaar Polheim-Wartenburg geschonken en in 1742 naar het ontwerp van Alessandro Galli da Bibiena gebouwd. Aan de kanselvoet is het wapen van de schenkers aangebracht. Aan de kuip bevindt zich een verguld reliëf van de Aanbidding van het Lam naar de Openbaringen van Johannes. De oorspronkelijke beelden van de evangelisten op het klankbord werden in de jaren 1870 verwijderd. Ook het vervangende beeld van een 83 centimeter hoge Mozes werd later verwijderd en tegenwoordig siert een houtgesneden pelikaan het klankbord.
Het doopvont van gemarmerde zandsteen stamt uit 1843. De schelpvormige wijwaterbakken van grijs-rood marmer werden in 1720 gemaakt.
Tegenover het koor bevindt zich het orgel op de galerij. Het huidige instrument werd in 1961 door de firma Klais uit Bonn geleverd. Aan de oude orgelkas werden toen zijvleugels toegevoegd. Onder de orgelgalerij bevinden zich nog meerdere epitafen in voornamelijk classicistische stijl.
De kruisweg van olieverfschilderijen behoort niet tot de oorspronkelijke kerkinventaris en werden in het tweede kwart van de 19e eeuw voor de parochiekerk in Kappelrodeck vervaardigd.

## Klokken
Sinds een overeenkomst van 1908 is de toren bezit van de stad Mannheim en zijn de klokken gemeenschappelijk bezit van zowel kerk als gemeente. Het vierstemmige barokke gelui uit de 18e eeuw bleef geheel behouden.
| Nr. | Toon | Gietjaar | Gieter en plaats van gieten      | Doorsnee (mm.) |
| --- | ---- | -------- | -------------------------------- | -------------- |
| 1   | f1   | 1761     | Johann Michael Steiger, Mannheim | 1210           |
| 2   | g1   | 1720     | Heinrich Ludwig Gosman, Landau   | 1010           |
| 3   | h1   | 1709     | Johann Adam Roth, Mainz          | 820            |
| 4   | d2   | 1747     | Johann Michael Steiger, Mannheim | 650            |

## Afbeeldingen

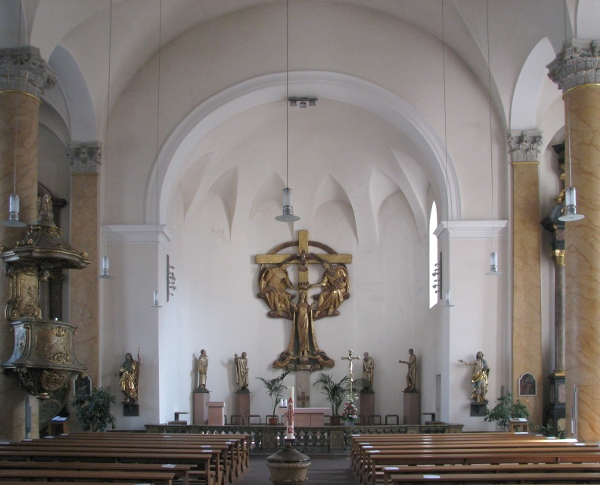
Middenschip
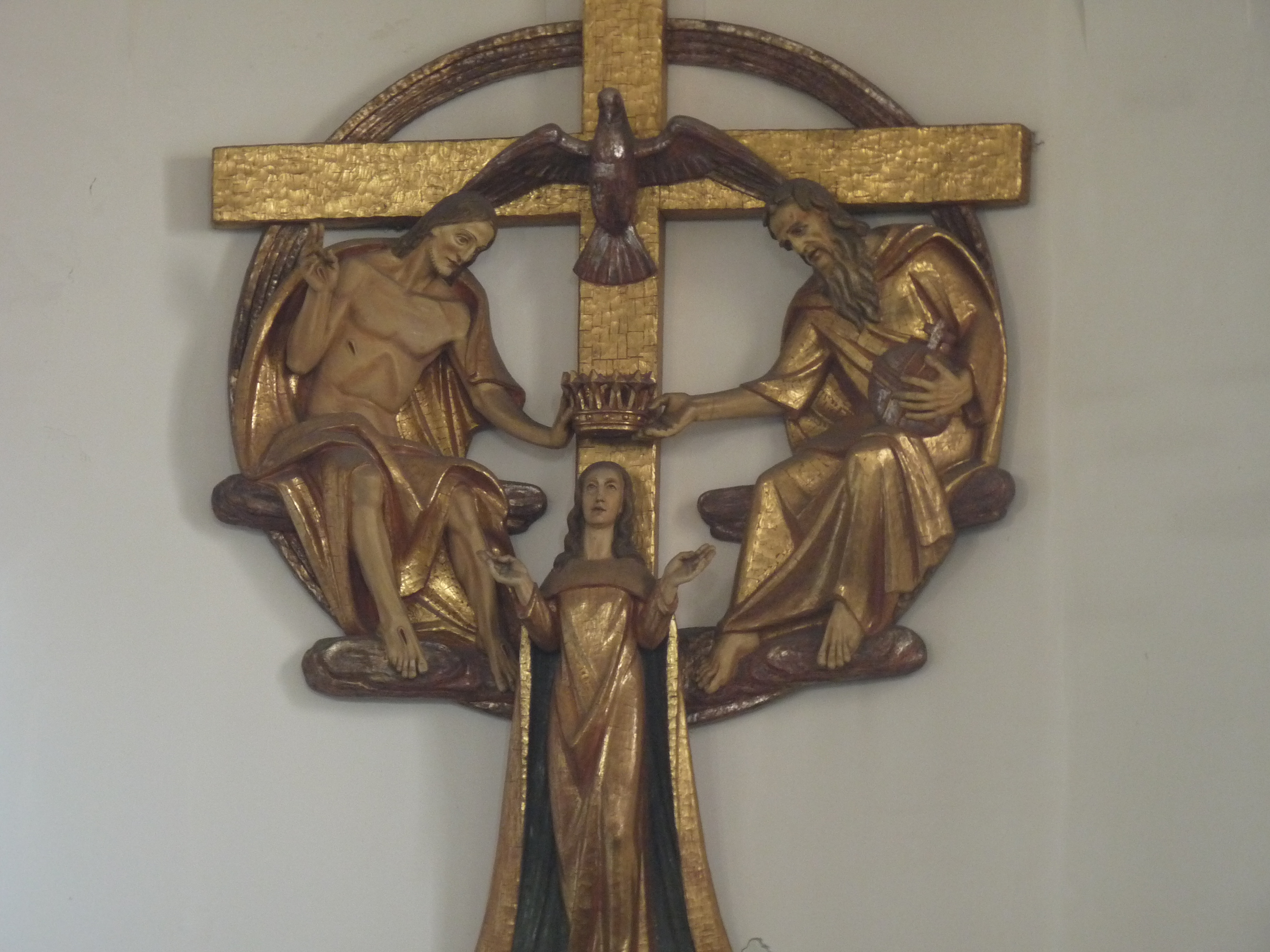
Hoogaltaar
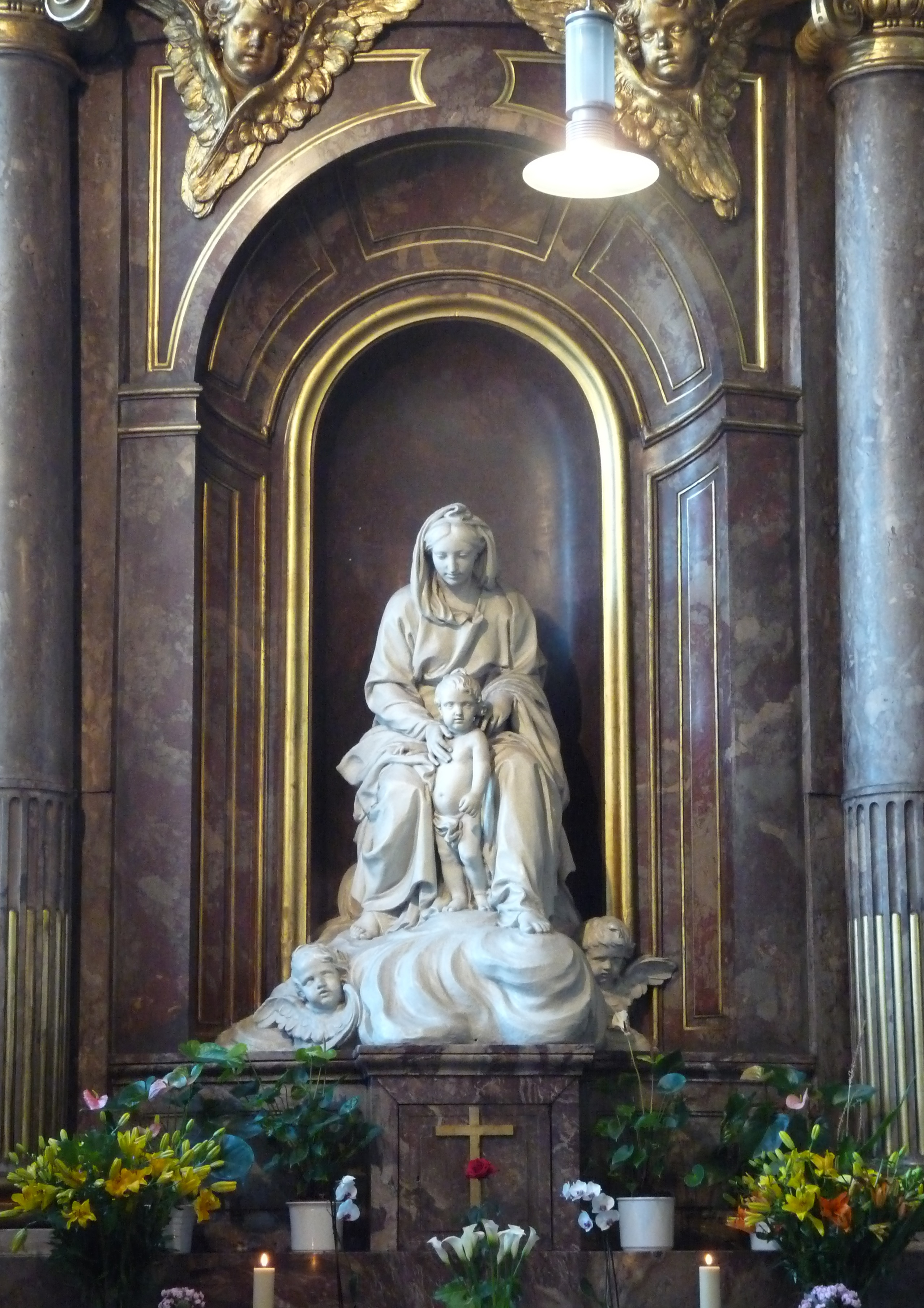
Madonna linker zijaltaar
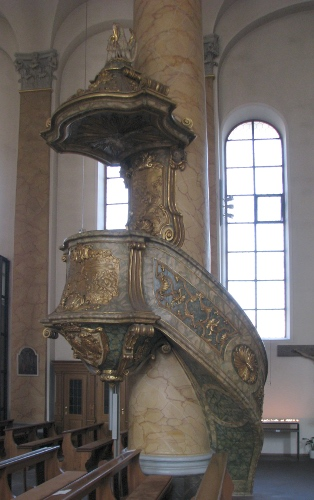
Kansel
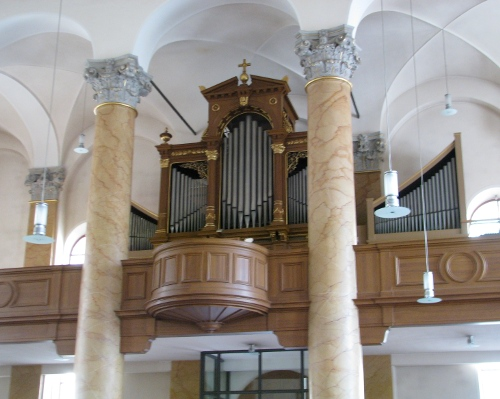
Orgel